# Кубок Уотни
Пригласительный кубок Уотни Манн (англ. Watney Mann Invitation Cup), более известный как просто Кубок Уотни (англ. Watney Cup) — английский футбольный турнир, проводившийся в начале 1970-х годов. Он проводился перед началом сезона, и в нём участвовали команды, забившие наибольшее число голов в каждом из четырёх дивизионов Футбольной лиги в предыдущем сезоне, но которые не принимали участия в еврокубках. От каждого дивизиона выступало по две команды, т.е. в итоге получалось восемь участников. Tурнир проводился в формате плей-офф: после каждого матча проигравшая команда выбывала из розыгрыша без переигровки. Финальный матч, в отличие от большинства футбольных турниров, проводился на домашнем стадионе одного из финалистов, а не на нейтральном поле. 
Турнир получил своё название из-за спонсорского соглашения с пивоваренной компанией Watney Mann. Это была одна из первых спонсорских сделок в английском футболе. Матчи Кубка Уотни также транслировались по телевидению в прямом эфире, что было редким явлением для 1970-х годов.
Турнир проводился четыре раза, с 1970 по 1973 годы, после чего был упразднён.
В середине 1980-х годов английская группа Half Man Half Biscuit сделала отсылку к этому турниру в песне Rod Hull Is Alive, Why?, в которой рассуждается, будет ли этот турнир когда-нибудь возрождён.
Первая в истории серия послематчевых пенальти в Англии состоялась 5 августа 1970 года в полуфинальном матче Кубка Уотни между «Халл Сити» и «Манчестер Юнайтед». Победу по пенальти одержал «Юнайтед». Первым игроком, исполнившим одиннадцатиметровый удар, стал Джордж Бест, а первым не забившим в ворота соперника стал Денис Лоу.

## Список финалов
| Год  | Победитель        | Счёт           | Проигравший          | Стадион         |
| ---- | ----------------- | -------------- | -------------------- | --------------- |
| 1970 | Дерби Каунти      | 4:1            | Манчестер Юнайтед    | Бейсбол-Граунд  |
| 1971 | Колчестер Юнайтед | 4:4 (4:3 пен.) | Вест Бромвич Альбион | Хоторнс         |
| 1972 | Бристоль Роверс   | 0:0 (7:6 пен.) | Шеффилд Юнайтед      | Иствилл         |
| 1973 | Сток Сити         | 2:0            | Халл Сити            | Виктория Граунд |